# 보수공주
연서국대장공주(중국어: 燕舒國大長公主, 1060년 - 1112년)는 북송 인종 조정의 12녀로, 생모는 소숙귀비 주씨이다. 가우 6년 (1061년), 보수공주(寶壽公主)로 진봉되었다. 가우 8년 (1063년), 순국장공주(順國長公主)로 진봉되었다.
송 영종 치평 4년 (1067년), 기국대장공주(冀國大長公主)로 진봉되었다. 송 신종 원풍 5년 (1083년), 위국대장공주(魏國大長公主)로 봉호가 바뀌었고, 개주단련사 곽헌경에게 하가했다. 후에 초국대장공주(楚國大長公主)로 진봉되었고, 송 휘종 연간에 오국대장공주(吳國大長公主), 오월국대장공주(吳越國大長公主)로 진봉, 후에 진연국대장공주(秦兗國大長公主)로 봉호가 바뀌었다.
정화 2년 (1112년)에 사망하자, 연서국대장공주(燕舒國大長公主)로 추봉되었고, 시호는 의목대장제희(懿穆大長帝姬)이다.

## 참고자료
- 《송사(宋史) · 열전 제7》